# Cornutrypeta nigritata
Cornutrypeta nigritata är en tvåvingeart som först beskrevs av Wang 1991.  Cornutrypeta nigritata ingår i släktet Cornutrypeta och familjen borrflugor. Inga underarter finns listade i Catalogue of Life.